# مانفرد گایسلر

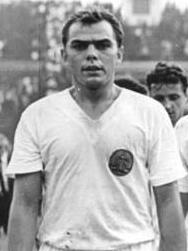
مانفرد گایسلر

مانفرد گایسلر (به آلمانی: Manfred Geisler) بازیکن فوتبال و مدافع اهل آلمان شرقی بود که از سال ۱۹۶۵ میلادی عضو تیم ملی فوتبال آلمان شرقی بوده‌است. وی در ۱۵ بازی ملی حضور داشته و در بازی‌های ملی‌اش ۱ گل به ثمر رساند. مانفرد گایسلر آخرین بازی ملی خود را در سال ۱۹۶۷ میلادی انجام داد.